# Vanessa Redgrave
Vanessa Redgrave (født 30. januar 1937) er en britisk skuespillerinde.
Hun er udover sit filmarbejde kendt for sit engagement i det trotskistiske Worker's Revolutionary Party og for anti-israelske foredrag.
Hun er datter af Michael Redgrave og søster til Lynn Redgrave og Corin Redgrave. Hun har selv tre børn: Døtrene Natasha og Joely Richardson, der begge er skuespillere, og sønnen Carlo Nero.
Blandt de mange film hun har indspillet kan bl.a. nævnes den film, hun modtog en Oscar for i kategorien "bedste kvindelige birolle", nemlig Julia fra 1977. For sin rolle i Isadora, om Isadora Duncan, (1968) blev hun nomineret for bedste kvindelige hovedrolle.
Herudover har hun bl.a. medvirket i Sidney Lumets Mordet i Orient Ekspressen fra 1974, Yanks (1979), Howard's End (1992), Little Odessa (1994), Mission: Impossible (1996), Wilde (1997), Deep Impact (1998), Cradle Will Rock (1999), The Pledge (2001), Crime and Punishment (2002) og Letters to Juliet (2010).